# Johanne Seizberg
Johanne Seizberg, född 1732, död 1772, dansk konstnär (tecknare och illustratör).
Från 1754 elev till Frants Michael Regenfuss och Margaretha Ludwig. Hon var illustratör till Auserlesne Schnecken, Musscheln und andere Schaalthiere, som utgavs 1758, och Flora Danica 1761. 1762 blev hon föreståndare för den av danska konstakademien upprättade konstskolan för kvinnor. Hon utvisades efter Struensees fall 1772.